# Hergla
Hergla (arabisch هرقلة) ist eine Kleinstadt in Tunesien, gelegen am Golf von Hammamet an der Mittelmeerküste. Die Stadt liegt etwa 90 Kilometer südlich von Tunis und hat rund 6.500 Einwohner.

## Geschichte
In der Antike hatte die damals römische Siedlung den Namen Horrea Caelia. Sie war Grenzort zwischen den spätrömischen Provinzen Byzacena und Zeugitana. Im Mittelalter wurde die Stadt von den Byzantinern und vom Malteserorden beherrscht. Noch heute sind dort die Ausgrabungen zu besichtigen.

## Bauwerke
Dominiert wird die Gemeinde durch die Moschee des Sidi Bou Mendil. Der Name geht auf einen örtlichen Mekkapilger zurück, der aus Mekka auf einem Taschentuch zurückgekehrt sein soll. Idyllisch liegt der Friedhof am Abhang zum Hafen.

## Wirtschaft
Im Vergleich zu den Nachbarstädten Hammamet oder Port El-Kantaoui wird Hergla nur im geringen Umfang touristisch genutzt. Der Hafen lebt hauptsächlich von Transport- und Reparaturdienstleistungen. Daneben dient Fischfang als Arbeitgeber. Durch die Lage an einem Salzsee existieren im Ort viele Korbflechter, die ihre Waren aus Halfagras u. a. an Touristen vertreiben.

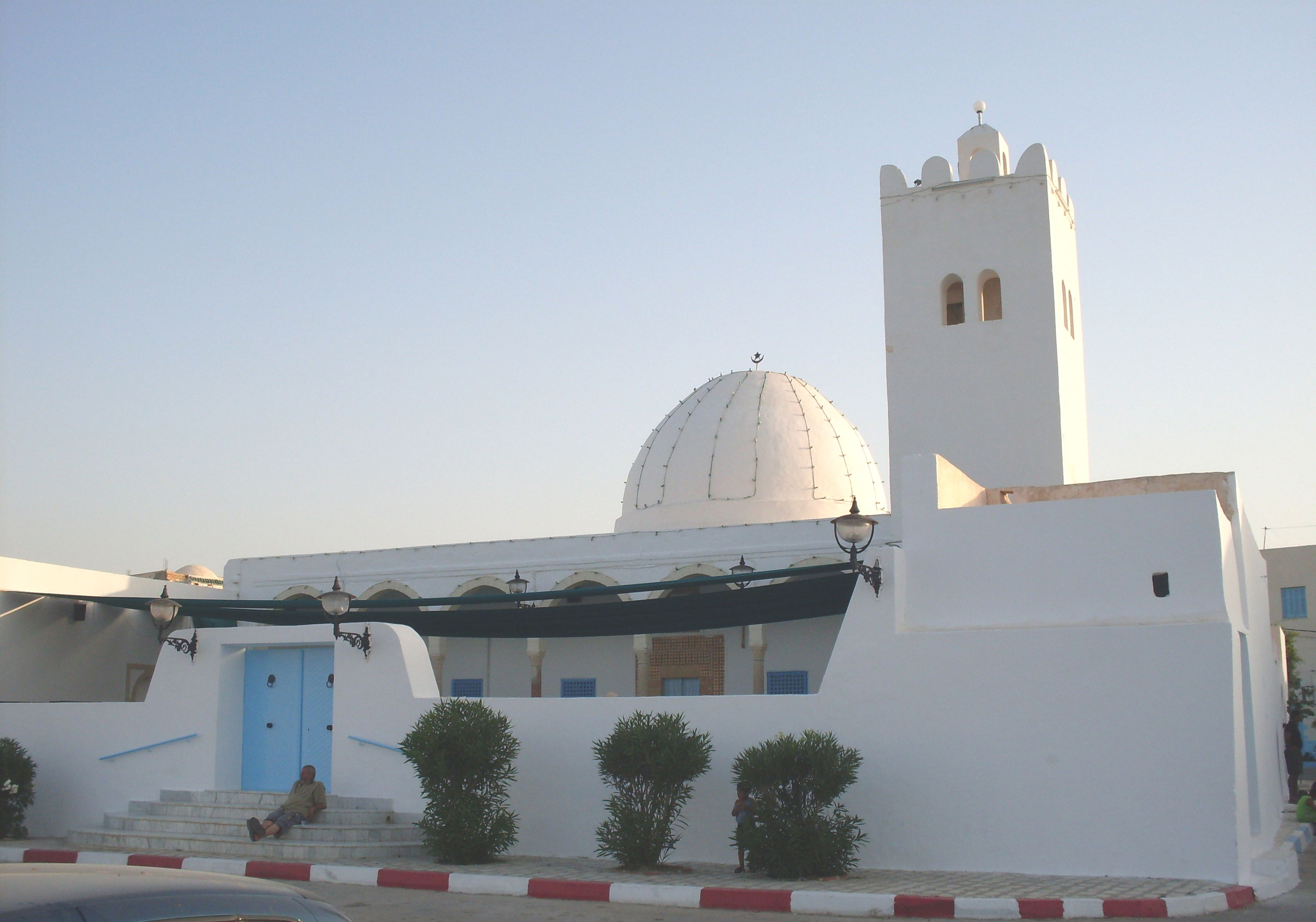
Die Moschee Sidi Bou Mendil
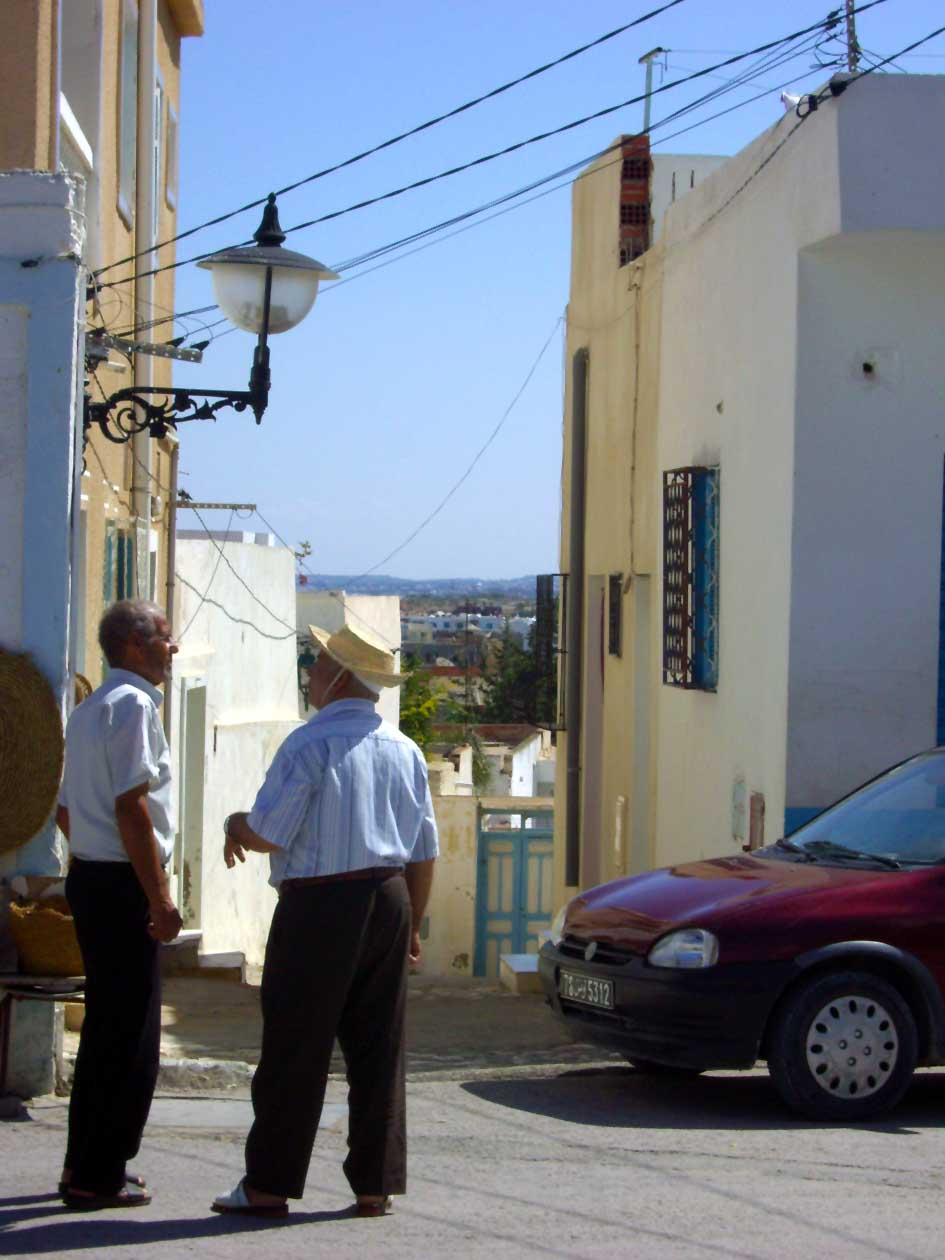
Gemeindeleben
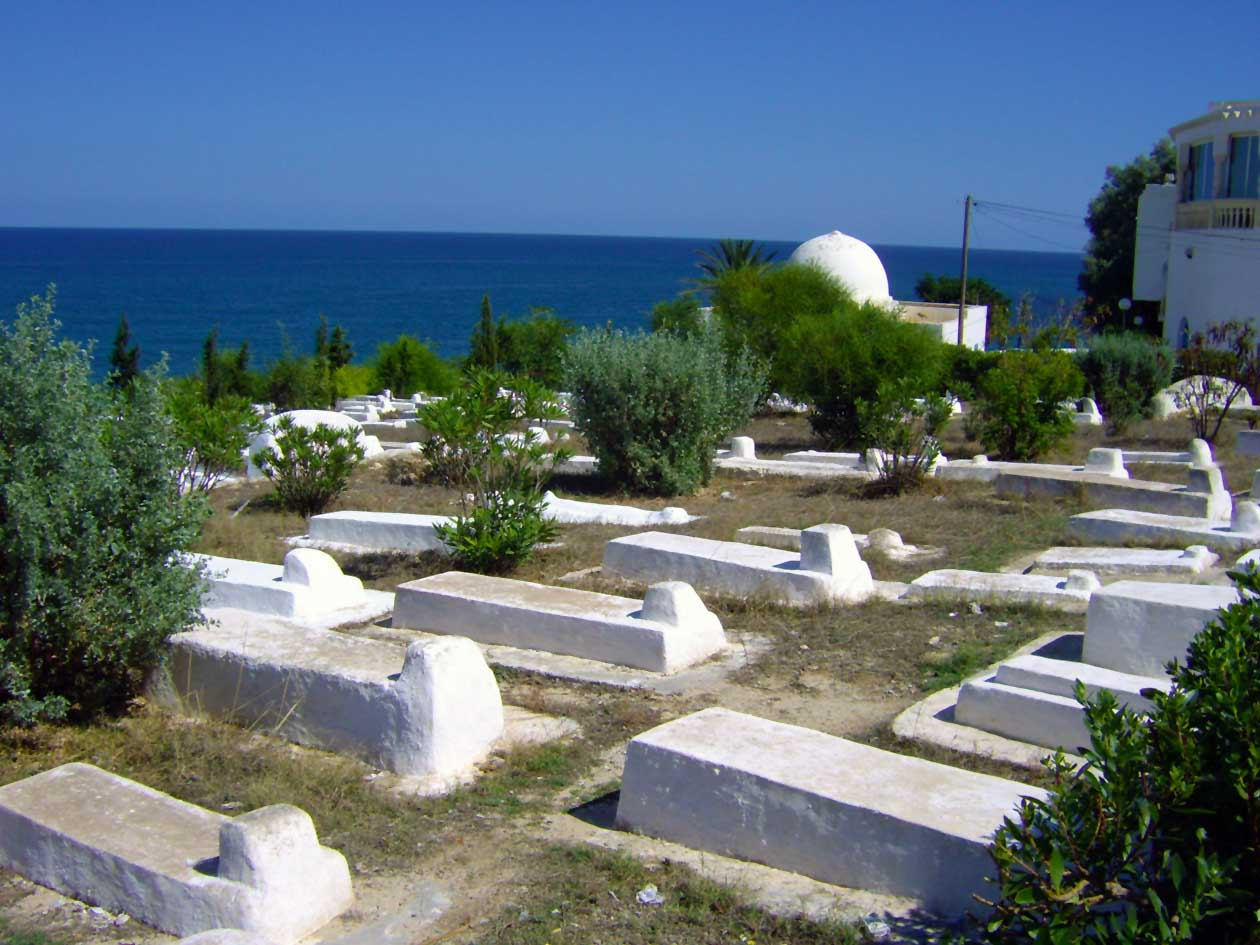
Der Friedhof von Hergla